# Кагуя
«Кагуя» (яп. かぐや, англ. Kaguya), также известен как SELENE (др.-греч. Σελήνη, Луна) — японская автоматическая межпланетная станция (АМС), второй японский искусственный спутник Луны. 
Станция была создана совместно Институтом космонавтики и аэронавтики (ISAS) и Национальным агентством по исследованию космоса (NASDA) (которые позднее объединились в Японское агентство аэрокосмических исследований, JAXA). Аппарат был запущен 14 сентября 2007 года (UTC) ракетой-носителем H-IIA со стартового комплекса Ёсинобу в космическом центре Танэгасима, прекратил существование 10 июня 2009 года.
Имя образовано от сокращения английских слов Selenological and Engineering Explorer (Селенологический и технологический исследовательский аппарат), Селена была богиней Луны в греческой мифологии. Второе имя аппарата — «Кагуя» — по традиции было выбрано общественностью; Кагуя (яп. かぐや姫 кагуя-химэ) — имя лунной принцессы из старинного японского народного сказания. После успешного отделения двух малых спутников Rstar и Vstar им были присвоены имена Окина (яп. おきな) и Оюна (яп. おうな), в честь старика со старухой, приютивших принцессу Кагую, из этой же сказки.
«Кагуя» стала частью возрождения интереса к исследованиям Луны, став крупнейшей лунной программой со времён программы «Аполлон», и последовав за первым японским лунником, «Хагоромо» («Хитэн»), запущенным в 1990 году. Вслед за японской АМС, Китай 24 октября 2007 года запустил ИСЛ «Чанъэ-1», 22 октября 2008 года был запущен индийский зонд «Чандраян-1», а 19 июня 2009 года американцы запустили станцию Lunar Reconnaissance Orbiter (LRO).

## История
Изначально аппарат назывался SELENE (SELenological and ENgineering Explorer), и был переименован в июле 2007 года. Разработка аппарата началась в 1996 году. Тогда вместе с орбитальным аппаратом планировалось запустить и посадочный аппарат, однако в июле 1997 правительство Японии значительно урезало бюджет национальной космической программы в результате чего финансирование проекта SELENE было сокращено с 320 до 226 млн долларов и от посадочного аппарата массой 350 кг отказались. Вместо этого японские специалисты решили провести спуск и прилунение отделяемого двигательного модуля, но и этот эксперимент был отменён в начале 2000 года.
Аппарат был запущен 14 сентября 2007 года, 4 октября он был выведен на лунную орбиту. 10 июня 2009 года аппарат врезался в поверхность Луны на её видимой стороне.

## Цели миссии
Основными научными задачами полёта являлись:
- Изучение происхождения Луны и её геологической эволюции
- Получение данных о поверхности Луны
- Выполнение радиоэкспериментов на орбите ИСЛ

## Конструкция
Станция имела форму вытянутого параллелепипеда и конструктивно состоит из двух модулей: переднего, в котором находилось научное оборудование, и двигательного модуля. Общая масса станции 2914 кг. На левой грани аппарата была смонтирована ориентируемая панель солнечной батареи. Рядом с панелью солнечной батареи находилась узконаправленная антенна, с помощью которой осуществлялась связь со станцией в X-диапазоне. Аппарат также был оснащён четырьмя всенаправленными антеннами для осуществления связи в S-диапазоне. В двигательном модуле была размещена маршевая двигательная установка тягой 500 Н. Для управления ориентацией и поддержания орбиты на станции были установлены 12 двигателей тягой по 20 Н, для управления по крену 8 двигателей тягой по 1 Н.

## Инструменты
На станции были смонтированы 15 научных инструментов.
Оптические средства наблюдения были представлены стереоскопической камерой Terrain Camera и двумя спектрометрами инфракрасного (Multiband Imager) и видимого диапазона (Spectral Profiler). Разрешение камеры равно 10 м/пиксель. С помощью этих приборов была произведена топографическая и глобальная минералогическая съёмка лунной поверхности.
Для исследования распределения химических элементов по поверхности Луны на станции были установлены
рентгеновский спектрометр (XRS), предназначенный для картирования основных элементов лунной коры и гамма-спектрометр (GRS) — предназначенный для определения количества элементов.
Для определения минерального состава установлены широкодиапазонная камера (MI) и построитель спектрального профиля (SP).
С помощью низкочастотного радара Lunar Radar Sounder были получены данные о лунных недрах.
Лазерный альтиметр LATL имеет разрешение 5—10 метров.
Для исследования окололунного пространства на станции имелись 5 инструментов: лунный магнитометр (LMAG), спектрометр заряженных частиц (CPS), прибор RS (Radio science) — для поиска лунной ионосферы.
Два прибора были предназначены для наблюдений за Землёй: ультрафиолетовый телескоп UPl и HDTV-камера.
Вместе с АМС «Кагуя» к Луне стартовали вспомогательные субспутники «Окина» и «Оюна». Потребность в них возникла из-за того, что лунный зонд, исследуя обратную сторону Луны, невидим с Земли и, значит, данные о гравитационных аномалиях не могут быть получены непосредственно. Два дополнительных микроспутника решали эту проблему.

### «Окина»
«Окина» (первоначально назывался Rstar) — субспутник-ретранслятор сигнала. Он, также как и второй субспутник «Оюна» (первоначально назывался Vstar), имеет форму октагональной призмы. «Окина» ретранслировал радиосигналы между Землёй и основным спутником «Кагуя». 9 октября 2007 года отделился от АМС «Кагуя», 12 февраля 2009 года совершил запланированное падение на поверхность Луны.
Масса: 53 кг
Размеры: 1,0 × 1,0 × 0,65 м
Стабилизация положения в пространстве: спутник, стабилизируемый вращением
Потребляемая мощность: 70 Вт
Орбита (в начале):
Эллиптическая орбита (100 км × 2400 км)
Наклонение 90 градусов

### «Оюна»
Второй субспутник привлекался для более высокоточных измерений со сверхдлинной базой гравитационного поля Луны. Отделился от материнского корабля 12 октября 2007 года.
Масса: 53 кг
Размеры: 1,0 × 1,0 × 0,65 м
Стабилизация положения в пространстве: спутник, стабилизируемый вращением
Потребляемая мощность: 70 Вт
Орбита (в начале):
Эллиптическая орбита (100 км × 800 км)
Наклонение 90 градусов

## Результаты
Научная программа зонда «Кагуя» дала возможность составить топографическую карту Луны с разрешением около 15 км. При помощи вспомогательного спутника «Окина» удалось составить карту распределении сил тяжести на обратной стороне Луны. Также полученные данные позволили сделать выводы о затухании вулканической активности Луны 2,84 млрд лет назад. 
В районе Холмов Мариуса зонд открыл отверстие в поверхности Луны, предположительно ведущее в лавовую трубку. 
Зонд «Кагуя» стал первым аппаратом, заглянувшим на дно кратера Шеклтон, где предполагалось найти лёд.